# Pistolet maszynowy Sterling
Pistolet maszynowy Sterling – brytyjski pistolet maszynowy zasilany nabojem 9 × 19 mm Parabellum.

## Historia
Pistolet maszynowy Sterling został skonstruowany w 1942 roku przez Wiliama Patchetta. W 1944 roku w zakładach Sterling Armament Co. Ltd. w Dagenham, wyprodukowano pierwszą partię 20 egzemplarzy, umożliwiającą fabryce opanowanie produkcji nowej broni. Na podstawie wyników wstępnych prób, zamówiono serię 100 pistoletów, pod nazwą Patchett Mk I do prób wojskowych. Termin ich odbioru wyznaczono na wrzesień 1944 roku. Nieprawdą jest, jak twierdzą niektórzy historycy, że egzemplarze tej partii zostały użyte przez brytyjskich spadochroniarzy w bitwie pod Arnhem. Z powodu opóźnień produkcji, spowodowanych trafieniem fabryki rakietą V2, pierwsze egzemplarze dostarczono wojskom dopiero w marcu 1945 roku.
Po zakończeniu II wojny światowej, armia brytyjska początkowo nie interesowała się przyjęciem do uzbrojenia nowego wzoru pistoletu maszynowego. W magazynach zalegały miliony sztuk pistoletów maszynowych Sten. Nawet po szybkim wycofaniu przestarzałych wersji, było ich znacznie więcej niż wynosiły potrzeby, przechodzącej na stopę pokojową, armii. William Patchett wprowadzał jednak ulepszenia swojej broni. Wojsko kontynuowało, na niewielką skalę, jej próby. Ostatecznie pistolet maszynowy Patchett Mk. III został przyjęty do uzbrojenia armii brytyjskiej 18 września 1953 roku jako L2A1.
Proces przezbrajania armii w nowe pistolety, przebiegał jednak powoli. Pomimo formalnego wycofania Stenów z uzbrojenia, znajdowały się one jeszcze w użyciu w czasie kryzysu sueskiego w 1956 roku. Konflikt ten unaocznił jednak zupełne ich zużycie i skłonił decydentów do zamówienia odpowiednich ilości Sterlingów.
W 1955 roku zaczęto produkować następną wersję oznaczoną jako Sterling L2A2, a w 1956 roku wersję L2A3. Ta ostatnia wersja miała odmianę wyciszoną oznaczoną jako L34A1 (znana ona jest również jako Police Sterling Carabine Mark 5) używaną przez oddziały specjalne.
Sterlingi były używane przez wojsko i policję w Wielkiej Brytanii, Kanadzie, Indiach, Ghanie, Libii, Malezji i wielu innych krajach świata. Były używane między innymi podczas wojny indyjsko-pakistańskiej (przez armię indyjską) i wojny o Falklandy-Malwiny (przez obie strony). Pistolet maszynowy Sterling był produkowany w wielu wersjach, między innymi: Patchett Mk II, Sterling Mk III (L2A1), Sterling L2A2, Sterling L2A3, Sterling L34A1 (Police Sterling Carabine Mark 5).
Konstrukcyjnie zbliżony do Sterlinga jest australijski pistolet maszynowy F1. Podstawową różnicą jest usytuowanie gniazda magazynka.

## Opis techniczny
Pistolet maszynowy Sterling działa na zasadzie odrzutu zamka swobodnego. Rurowa komora zamkowa stanowiła jednolitą całość z osłoną lufy. Zasilanie pistoletu następuje z magazynka pudełkowego o pojemności 34 nabojów umieszczonego z lewej strony pistoletu.
Z pistoletu maszynowego można prowadzić ogień pojedynczy i ciągły. Pistolet wyposażony jest w celownik przerzutowy na 100 i 200 jardów (ok. 90 i 180 m). Posiada metalową składana kolbę. Możliwe jest nakładanie bagnetu. Pistolet maszynowy dostosowany jest do naboju pistoletowego 9 × 19 mm Parabellum.